# Selma Sol í Dali Pape
Selma Sol í Dali Pape, född 17 maj 2010 i Köpenhamn, är en dansk skådespelare.
Selma Sol í Dali Pape medverkade 2020 i Danmarks julkalender Julfeber där hon spelade en av huvudrollerna som Gro. I filmen Honey spelar hon titelkaraktären.

## Filmografi (i urval)
- 2020 – Julfeber (TV-serie)
- 2025 – Honey